# Vânia Hernandes de Souza
Vânia Hernandes de Souza (San Paolo, 30 giugno 1963) è un'ex cestista brasiliana.

## Carriera
Con il Brasile ha disputato i Campionati mondiali del 1986, i Campionati americani del 1989 e i Giochi olimpici di Barcellona 1992.